# Белоиње
Белоиње је насеље у Србији у општини Сврљиг у Нишавском округу. Према попису из 2022. било је 190 становника (према попису из 2002. било је 343 становника).

## Демографија
У насељу Белоиње живи 297 пунолетних становника, а просечна старост становништва износи 55,9 година (55,6 код мушкараца и 56,2 код жена). У насељу има 89 домаћинства, а просечан број чланова по домаћинству је 2,13.
Налази се у близини Сврљига, града који је смештен у југоисточном делу Србије недалеко од Ниша. Ово насеље је у потпуности насељено Србима (према попису из 2002. године), а у последња три пописа, примећен је пад у броју становника.
|  |

| Демографија | Демографија | Демографија |
| Година      | Становника  | Становника  |
| ----------- | ----------- | ----------- |
| 1948.       | 782         |             |
| 1953.       | 791         |             |
| 1961.       | 722         |             |
| 1971.       | 600         |             |
| 1981.       | 524         |             |
| 1991.       | 415         | 402         |
| 2002.       | 343         | 367         |
| 2011.       | 268         |             |
| 2022.       | 190         |             |

| Етнички састав према попису из 2002.‍ | Етнички састав према попису из 2002.‍ | Етнички састав према попису из 2002.‍ | Етнички састав према попису из 2002.‍ | Етнички састав према попису из 2002.‍ |
| ------------------------------------ | ------------------------------------ | ------------------------------------ | ------------------------------------ | ------------------------------------ |
|                                      |                                      |                                      |                                      |                                      |
| Срби                                 | Срби                                 |                                      | 343                                  | 100,0%                               |
| непознато                            | непознато                            |                                      | 0                                    | 0,0%                                 |

| Година пописа     | 1948. | 1953. | 1961. | 1971. | 1981. | 1991. | 2002. |
| ----------------- | ----- | ----- | ----- | ----- | ----- | ----- | ----- |
| Број домаћинстава | 126   | 128   | 147   | 148   | 144   | 125   | 134   |

| Број чланова      | 1  | 2  | 3  | 4  | 5 | 6 | 7 | 8 | 9 | 10 и више | Просек |
| ----------------- | -- | -- | -- | -- | - | - | - | - | - | --------- | ------ |
| Број домаћинстава | 26 | 56 | 22 | 19 | 7 | 1 | 2 | 1 | 0 | 0         | 2,56   |

| Пол    | Укупно | Неожењен/Неудата | Ожењен/Удата | Удовац/Удовица | Разведен/Разведена | Непознато |
| ------ | ------ | ---------------- | ------------ | -------------- | ------------------ | --------- |
| Мушки  | 148    | 25               | 109          | 11             | 3                  | 0         |
| Женски | 155    | 10               | 108          | 36             | 1                  | 0         |
| УКУПНО | 303    | 35               | 217          | 47             | 4                  | 0         |

| Пол    | Укупно                    | Пољопривреда, лов и шумарство | Рибарство                            | Вађење руде и камена | Прерађивачка индустрија       |
| ------ | ------------------------- | ----------------------------- | ------------------------------------ | -------------------- | ----------------------------- |
| Мушки  | 63                        | 18                            | 0                                    | 1                    | 22                            |
| Женски | 43                        | 24                            | 0                                    | 0                    | 13                            |
| УКУПНО | 106                       | 42                            | 0                                    | 1                    | 35                            |
| Пол    | Производња и снабдевање   | Грађевинарство                | Трговина                             | Хотели и ресторани   | Саобраћај, складиштење и везе |
| Мушки  | 4                         | 5                             | 2                                    | 0                    | 9                             |
| Женски | 0                         | 0                             | 3                                    | 0                    | 0                             |
| УКУПНО | 4                         | 5                             | 5                                    | 0                    | 9                             |
| Пол    | Финансијско посредовање   | Некретнине                    | Државна управа и одбрана             | Образовање           | Здравствени и социјални рад   |
| Мушки  | 0                         | 0                             | 1                                    | 1                    | 0                             |
| Женски | 0                         | 0                             | 0                                    | 2                    | 1                             |
| УКУПНО | 0                         | 0                             | 1                                    | 3                    | 1                             |
| Пол    | Остале услужне активности | Приватна домаћинства          | Екстериторијалне организације и тела | Непознато            | Непознато                     |
| Мушки  | 0                         | 0                             | 0                                    | 0                    | 0                             |
| Женски | 0                         | 0                             | 0                                    | 0                    | 0                             |
| УКУПНО | 0                         | 0                             | 0                                    | 0                    | 0                             |